# Сикейра-Кампус (Парана)
Сикейра-Кампус (порт. Siqueira Campos) — муниципалитет в Бразилии, входит в штат Парана. Составная часть мезорегиона Север Пиунейру-Паранаэнси. Входит в экономико-статистический микрорегион Венсеслау-Брас. Население составляет 17 311 человек на 2006 год. Занимает площадь 278,035 км². Плотность населения — 62,3 чел./км².

## История
Город основан в 1920 году. Назван в честь Антониу Сикейры Кампуса.

## Статистика
- Валовой внутренний продукт на 2003 год составляет 98 392 602,00 реалов (данные: Бразильский институт географии и статистики).
- Валовой внутренний продукт на душу населения на 2003 год составляет 5888,25 реалов (данные: Бразильский институт географии и статистики).
- Индекс развития человеческого потенциала на 2000 год составляет 0,753 (данные: Программа развития ООН).

## География
Климат местности: субтропический. В соответствии с классификацией Кёппена, климат относится к категории Cfa.